# Ochmacanthus
Ochmacanthus (Охмакантус) — рід риб з підродини Stegophilinae родини Trichomycteridae ряду сомоподібні. Має 5 видів. Наукова назва походить від грецьких слів ochme, тобто «охоплений щит», та akantha — «шип».

## Опис
Загальна довжина представників цього роду коливається від 3 до 4 см. Голова невеличка, сильно сплощена зверху. очі помірно великі, розташовані на верхній частині голови. Є 2 пари коротесеньких вусів. Тулуб кремезний, подовжений. Спинний плавець трохи подовжений, з 1 жорстким променем, розташовано близько до хвостового плавця. Жировий плавець відсутній. Грудні плавці невеликі. Черевні плавці зазвичай з короткою основою, подовжені, іноді сильно. Анальний плавець помірно витягнутий. Хвостовий плавець витягнутий, помірно широкий, починається з основи хвостового стебла.
Забарвлення піщане або сірувате. По основному фону проходять окремі або численні контрастні плями, в низки видів утворюють єдиний малюнок.

## Спосіб життя
Біологія вивчена недостатньо. Це бентопелагічні риби. Воліють до прісних вод. Тримаються піщано-кам'янистих ґрунтів. Активні у присмерку. Ведуть паразитичний спосіб життя.

## Розповсюдження
Мешкають в басейнах річок Амазонка, Ріо-Негро, Парагвай і Оріноко — в межах Венесуели та Бразилії. Також зустрічаються у прибережних річках Гаяни та Французької Гвінеї.

## Види
- Ochmacanthus alternus
- Ochmacanthus batrachostoma
- Ochmacanthus flabelliferus
- Ochmacanthus orinoco
- Ochmacanthus reinhardtii